# Francisco Estévez
Francisco R. Estévez (* 28. April 1997) ist ein kubanischer Leichtathlet, der sich auf den Langstreckenlauf spezialisiert hat.

## Sportliche Laufbahn
Erste internationale Erfahrungen sammelte Francisco Estévez im Jahr 2023, als er bei den Zentralamerika- und Karibikspielen in San Salvador in 30:31,63 min den siebten Platz im 10.000-Meter-Lauf belegte.
In den Jahren 2016 und 2017 wurde Estévez kubanischer Meister im 1500-Meter-Lauf sowie 2015 über 5000 Meter und 2022 und 2023 über 10.000 Meter.

## Persönliche Bestleistungen
- 1500 Meter: 3:55,82 min, 26. Mai 2015 in Havanna
- 5000 Meter: 14:39,15 min, 9. Juni 2023 in Havanna
- 10.000 Meter: 29:54,78 min, 21. Mai 2023 in Havanna